# 二茂钒
二茂钒，又称双(η5-环戊二烯)钒，是一种有机金属化合物，化学式为V(C5H5)2，一般简称为 Cp2V。它是紫色的顺磁性晶体。二茂钒的实际应用相对有限，但是已经进行了广泛的研究。

## 结构和成键
V(C5H5)2是茂金属的一种，为夹心化合物，金属离子位于两个茂环中间。在固态，这个分子有 D5d对称性，V-C 键的平均键长为 226 pm。 二茂钒的茂环在高于170 K的温度下会动态无序，只有在108 K时才完全有序。

## 制备
二茂钒首次在1954年由Birmingham、Fischer和Wilkinson合成，他们先用氢化铝将二氯化二茂钒还原，再在真空中于100 ˚C升华得到。现在一般通过[V2Cl3(THF)6]2[Zn2Cl6]和环戊二烯钠的加热反应来得到更高产量的二茂钒。
2 [V2Cl3(THF)6]2[Zn2Cl6]  +  8 NaCp  +  THF   →   4 Cp2V

## 性质
二茂钒的化学性质活泼。在惰性气氛中，它和六羰基钒反应，生成离子型二茂钒的衍生物：
Cp2V  +  V(CO)6   →   [Cp2V(CO)2][V(CO)6]
当在甲苯中用二茂铁鎓盐处理时，二茂钒容易被氧化成单阳离子：
VCp2  +  [FeCp2]BR4   →   [VCp2]BR4  +  FeCp2 (R = Ph or 4-C6H4F)
这种单阳离子的还原电位为-1.10 V，对空气非常敏感。